# Психопатологія повсякденного життя
Психопатологія повсякденного життя (нім. Zur Psychopathologie des Alltagslebens) — одне з основних досліджень австрійського вченого Зигмунда Фрейда, що заклала фундамент його теорії психоаналізу поряд з книгами «Тлумачення сновидінь» (1900), «Введення у психоаналіз» (1910), «Я і Воно» (1923).
Ця невелика книга стала науковою класикою ХХ століття. Вивчаючи різні відхилення від звичайної буденної поведінки, дивні дефекти і збої, а також на перший погляд випадкові помилки і обмовки, автор приходить до висновку, що вони свідчать про глибинні порушеннях психіки, про симптоми психоневрозу. Аналізуючи численні випадки таких відхилень, він приходить до висновку, що «межа між нормальним і ненормальним в нервозності міцна і що всі ми трохи знервовані… подібні симптоми можуть порушити харчування, сексуальне бажання, звичайну роботу, спілкування з людьми».
Нотатки та есе на цю тему займають I, II, III і V розділи книги. Під однією обкладинкою вони були видані у 1904 році, викликавши широкий резонанс і ставши однією з найпопулярніших у широкої публіки праць автора.